# バクー・ノヴォロシースクパイプライン
バクー・ノヴォロシースクパイプライン（英: Baku–Novorossiysk pipeline）は、アゼルバイジャンのバクーからロシアのノヴォロシースクを結ぶ、全長1,330キロメートル（830マイル）の原油パイプライン。アゼルバイジャン側はアゼルバイジャン国営石油会社（SOCAR）、ロシア側はトランスネフチによって運営されている。

## 歴史
1996年2月18日、ロシアを経由して黒海のノヴォロシースク港にアゼルバイジャン産原油を輸送する契約が、アゼルバイジャン国際事業会社、SOCAR、トランスネフトの三社間で締結され、1997年10月25日から原油輸送が開始された。
2006年12月6日、ロシアからの天然ガス供給をめぐる論争後、アゼルバイジャンは2007年1月1日からバクー・ノヴォロシースクパイプラインを通じたアゼルバイジャン産原油の輸出を停止すると発表した。2007年4月1日にアゼルバイジャン側運営企業がアゼルバイジャン国際事業会社からSOCARに変更された。 SOCARは、トランスネフチとの原油価格不一致によって2008年2月にパイプラインを介した石油供給を一時的に停止すると発表した。同年後半に価格不一致は解決され、SOCARは古い合意条件に基づき、原油の供給を再開した。2008年8月、トルコでの妨害行為と南オセチア紛争の影響で、バクー・トビリシ・ジェイハンパイプラインとバクー・スプサパイプラインが一時的に閉鎖されたため、バクー・ノヴォロシースクパイプラインでの石油輸送量が大幅に増加した。2012年、SOCARはすべての供給ルートで合計2,500万トンの石油を輸出、うち、バクー・ノヴォロシースクパイプラインを通じて輸出されたのはわずか200万トン、残りはバクー・トビリシ・ジェイハンパイプラインが2,000万トン、バクー・スプサパイプラインが300万トンとなっていた 。
バクー・ノヴォロシースクパイプラインを介して輸送される原油は、アゼリ・チラグ・グネシュリ油田（ACG）計画の第一段階である、Early Oil Projectの枠組みで開発されている。

## 供給ルート
バクー・ノヴォロシースクパイプラインは全長1,330キロメートル（830マイル）のうち231キロメートル（144マイル）がアゼルバイジャンに敷設されている。ロシア側パイプラインはダゲスタン共和国を通過する。元のルートでは、既存のグロズヌイ・バクーパイプラインおよびグロズヌイ・ノヴォロシースクパイプラインを利用したため、チェチェン共和国も通過したが、第二次チェチェン紛争でチェチェン側パイプラインが閉鎖されたため、トランスネフチはチェチェンバイパスループを建設した。